# 25 de març
El 25 de març és el vuitanta-quatrè dia de l'any del calendari gregorià i el vuitanta-cinquè en els anys de traspàs. Queden 281 dies per a finalitzar l'any.

## Esdeveniments
Països Catalans
- 1329 - Barcelona: comença la construcció de l'església de Santa Maria del Mar.[1]
- 1892 - Manresa: s'hi comencen a debatre les Bases de Manresa, origen incipient de la doctrina catalanista.
- 1927 - Barcelona: La Selecció catalana de bàsquet juga el primer partit de la seva història.[2]
- 1992 - Barcelona: Creació de la Fundació Mercè Rodoreda, constituït per l'Institut d'Estudis Catalans.[3]

Resta del món
- 1192 - Japó: Minamoto no Yoritomo es converteix en Seii Tai Shōgun.
- 1436 - Florència: Es consagra la cúpula de la catedral de Santa Maria del Fiore, obra de Filippo Brunelleschi. Un cor cantà "Nuper rosarum flores", motet compost per a celebrar la cúpula de majors dimensions, encara avui.
- 1700 - Londres, Regne d'Anglaterra: se signa el Tractat de Londres de 1700 o Segon Tractat de Partició.
- 1736 - Tupelo, Mississipi, EUA: els chickasaws repel·leixen l'atac de l'exèrcit francès a la Campanya chickasaw de 1736 que forma part de la guerra Chickasaw.
- 1806 - Ocumare, Veneçuela: Francisco Miranda intenta desembarcar-hi amb tres vaixells, però el rebutgen les forces reials i s'ha de retirar a l'Illa de la Trinitat.
- 1807: El Parlament del Regne Unit prohibeix el comerç d'esclaus a l'Imperi Britànic a través de l'Acta del Comerç d'Esclaus de 1807,[4] amb l'aprovació de l'Slave Trade Act promoguda pel diputat William Wilberforce. No abolia, però, l'esclavitud en si mateixa, que duraria fins al 1833.
- 1814 - San Mateo, Aragua, Veneçuela: Els patriotes de Simón Bolívar derroten els reialistes en la batalla de San Mateo batalla que pren el nom d'aquesta població.[5]
- 1821 - declaració d'independència de Grècia.
- 1824 - Rio de Janeiro, Brasil: l'emperador Pere I del Brasil jura una constitució liberal presentada pel Consell d'Estat, la primera des de la declaració d'independència el 1822.[6]
- 1911 - Estats Units: Incendi de la fàbrica Triangle de Nova York, on van morir 146 persones.
- 1920: Adrienne Bolland esdevé la primera dona que creua el Canal de la Mànega en avió.
- 1923 - Santiago, Xile: s'hi inicia la V Conferència Internacional en què se signa el Tractat de Gondra, per resoldre els conflictes entre els diferents estats americans.[7]
- 1924 - Grècia: S'hi proclama la República.[8]
- 1942 - Poprad (Eslovàquia): en surt el primer tren cap al camp de concentració i extermini nazi d'Auschwitz amb 997 presoneres jueves.
- 1957 - Europa: Alemanya, França, Itàlia, Països Baixos, Bèlgica i Luxemburg signen els Tractats de Roma, a través dels quals es funda la Comunitat Econòmica Europea i l'Euratom considerant-se uns dels tractats originals de la Unió Europea.
- 1968 - França: Hi comença la revolta estudiantil que es coneixerà com el "Maig francès".
- 1984 - Nicaragua: S'hi aprova la llei electoral.[9]
- 1987 - la Ciutat del Vaticà: Joan Pau II publica "Redemptoris Mater", la seva sisena encíclica, que versa sobre la Mare de Déu.
- 1994 - Somàlia: els darrers soldats estatunidencs destacats al país l'abandonen l'endemà de la firma d'un tractat de pau entre líders guerrillers.
- 1995 - Internet: es posa en marxa WikiWikiWeb, el primer lloc web que permet de ser modificat per qualsevol usuari.[10]
- 1996 - Unió Europea: El Comitè Veterinari prohibeix les exportacions de vaca britànica, així com els productes que en deriven, a causa de la malaltia de les vaques boges (encefalopatia espongiforme bovina).[11]

## Naixements
Països Catalans
- 1864 - Sant Mateu (Baix Maestrat): Manuel Betí Bonfill, historiador valencià (m. 1926).
- 1884 - Barcelona: Ignasi Barraquer i Barraquer, oftalmòleg català (m. 1965).
- 1889 - Almenar, Lleida: Clemència Berdiell i Martínez, mestra i directora de l'Escola d'Almenar des de 1927 fins a l'any 1959 (m.1966).[12]
- 1897 - Lleó, Castella i Lleó: Mey Rahola de Falgàs, fotògrafa catalana (m. 1959).[13]
- 1917 - Igualada: Maria del Rio i Montfort, professora de música, directora de coral i compositora igualadina (m. 2006).[14]
- 1935 - Vilafranca del Penedès: Josep Soler i Sardà, compositor i assagista català (m. 2022).
- 1942 - Alcarràs, Segrià: Teresa Ribes i Utgé, professora i política catalana.[15]
- 1946 - Barcelona: Mercè Capdevila i Gaya, pedagoga, pianista i compositora catalana de música instrumental i electroacústica.
- 1929 - Manresa, Bages: Manuel Riu i Riu, historiador català (m. 2011).
- 1959 - Figueres, Alt Empordà: Pati Núñez, dissenyadora gràfica catalana.[16]
- 1960 - Barcelona: Elisenda Albertí i Casas, editora, escriptora i política catalana, que ha estat diputada.
- 1965 - Barcelona, Jordi Basté i Duran, periodista català.[17]
- 1989 - Sabadell, Vallès Occidental: Gemma Abant i Condal, ciclista catalana d'elit, guanyadora de diversos campionats mundials.[18]
- 1993 - Mataró: Roser Tarragó i Aymerich, jugadora de waterpolo catalana.[19]

Resta del món
- 1157 - Osca, Regne d'Aragó: Alfons el Trobador, rei d'Aragó, comte de Barcelona i Provença.
- 1347 - Siena: Caterina de Siena, monja terciària dominicana, del Tercer orde de Sant Domènec (m. 1380).[20]
- 1594 - Amsterdam: Maria Tesselschade Visscher, poeta i gravadora neerlandesa, de l'Edat d'Or neerlandesa (m. 1649).[21]
- 1716 - Hangzhou (Xina): Yuan Mei, poeta, magistrat, pintor i gastrònom xinès de la dinastia Qing (m. 1797).[22]
- 1767 - La Bastida de Murat, Ólt (França): Joachim Murat, noble i militar francès (m. 1815)[23]
- 1769 - Nàpols (Itàlia): Salvatore Viganò, compositor i coreògraf (m. 1821).[24]
- 1778 - Yves: Sophie Blanchard, pionera de l'aeronàutica francesa, coneguda per les ascensions en globus aerostàtic (m. 1819).[25]
- 1826 - Örebro (Suècia): Wilhelmina Lagerholm, pintora sueca i una de les primeres fotògrafes professionals del país (m. 1917).[26]
- 1839 - Baden bei Wien: Marianne Hainisch, fundadora i presidenta del moviment de dones d'Àustria (m. 1936).[27]
- 1867 - Parma (Itàlia): Arturo Toscanini, director d'orquestra italià (m. 1957).[28]
- 1881 - Nagyszentmiklós, Hongria (actualment Romania): Béla Bartók, compositor hongarès.(m. 1945)[29]
- 1897 - Nova Orleans: Emma Barrett, pianista i cantant de jazz estatunidenca (m. 1983).[30]
- 1900 - Pequín (Xina): Ling Shuhua, escriptora i pintora xinesa (m. 1990).
- 1908 - Croydon (Anglaterra): Sir David Lean, director de cinema, guionista i muntador anglès, considerat com un dels directors més influents de tots els temps (m. 1991).[31]
- 1910 - Saluzzo: Magda Olivero, soprano italiana considerada una de les més grans cantants de l'òpera verista (m. 2014).[32]
- 1914 - Cresco (EUA): Norman Borlaug, enginyer agrònom estatunidenc, Premi Nobel de la Pau de l'any 1970 (m. 2009).[33]
- 1921 - 
  - Wiesbaden, Alemanya: Simone Signoret, actriu francesa (m. 1985).[34]
  - Sanremo: Mary Douglas, antropòloga britànica, coneguda pels seus treballs en cultura humana i simbolisme. (m. 2007).[35]
- 1922 - Gènova: Rosetta Noli, soprano italiana (m. 2018).[36]
- 1925 - Savannah: Flannery O'Connor, escriptora i assagista nord-americana (m. 1964).[37]
- 1934 - Toledo (Ohio): Gloria Steinem, periodista i escriptora estatunidenca, activista pels drets de la dona.[38]
- 1935, Florència (Itàlia): Simone Forti, artista i coreògrafa italo-nord-americana.[39]
- 1939 - Nova York (EUA): Toni Cade Bambara, escriptora, productora de documentals, activista social i professora d'universitat afroamericana.[40]
- 1940 - Busto Arsizio, Llombardia: Mina, cantant italiana.[41]
- 1942 - 
  - Memphis, EUA: Aretha Franklin, cantant estatunidenca, coneguda com la Reina del Soul (m. 2018).[42]
  - Timişoara, Romania: Ana Blandiana, poeta, assagista i figura política romanesa.[43]
- 1947 - 
  - Pinner, Middlesex, Anglaterra: Elton John, cantant i compositor anglès.[44]
  - Bratislava: Gabriela Beňačková, soprano lírica eslovaca.[45]
- 1952 - Yibin, Sichuan: Jung Chang, escriptora britànica d'origen xinès.
- 1956 - Hamburg: Dörte Gatermann, arquitecta alemanya que va dissenyar la Kölntriangle, coneguda com a LVR-Turm, de Colònia.[46]
- 1965, Nelsonville, Ohio (EUA): Sarah Jessica Parker, actriu coneguda per la seva interpretació a la sèrie Sex and the City.[47]

## Necrològiques
Països Catalans
- 1969 - Barcelona: Anna Maria Llatas d'Agustí, educadora catalana, figura cabdal de l'assistència social a Espanya.[48]
- 1972 - València (País Valencià): Francisco Javier Goerlich Lleó, arquitecte valencià.
- 1983 - Lleida: Antònia Mir i Argilaguet, pintora catalana.[49]
- 2008 - Sant Cugat del Vallès (Vallès Occidental): Josep Benet i Morell, historiador, editor i polític català.[50]
- 2023 - Barcelona: Jesús Mestre i Godes, historiador (n. 1925).[51]

Resta del món
- 1223 - Coïmbra, Regne de Portugal: Alfons II de Portugal, dit el Gras, rei de Portugal (1211-1223), net de Ramon Berenguer IV (n. 1185).[52]
- 1458 - Guadalajara, Espanya: Íñigo López de Mendoza, Marquès de Santillana i Comte del "Real de Manzanares", fou un militar i poeta del prerenaixement.
- 1482 - Florència: Lucrècia Tornabuoni, poetessa i noble italiana que s'emparentà amb els Mèdici de Florència (n. 1425).[53]
- 1707 - Pequín (Xina): Jean-François Gerbillon, jesuïta francès missioner a la Xina (n. 1654).[54]
- 1732 - Montefiascone: Lucia Filippini, religiosa italiana fundadora d'una congregació per a l'ensenyament de les noies (n. 1672).[55]
- 1909 - Madrid (Espanya): Ruperto Chapí Lorente, compositor valencià de sarsuela (n. 1852).
- 1913 - Menton, Provença (França): Garnet Wolseley, militar britànic (n. 1833).[23]
- 1914 - Malhana (Occitània): Frederic Mistral, escriptor occità, guardonat amb el Premi Nobel de Literatura (n. 1830).
- 1917 - Atenes (Grècia): Spirídon Samaras, compositor grec (n. 1861).
- 1918 - París (França): Claude Debussy, compositor francès. (n. 1862)[29]
- 1931 - Chicago: Ida B. Wells, periodista i sufragista estatunidenca, líder del moviment afroamericà pels drets civils (n. 1862).[56]
- 1956 - Beverly Hills, Califòrnia, Estats Units, Robert Newton, actor britànic de cinema i teatre.
- 1991 - París (França): Pierre Goursat, laic fundador de la Comunitat de l'Emmanuel.
- 2008 - Madrid: Pilar López Julvez, ballarina considerada una de les fundadores del ballet espanyol del segle xx (n. 1912).[57]
- 2010 - Allensbach, Alemanya: Elisabeth Noelle-Neumann, politòloga alemanya, pionera en la investigació de l'opinió pública (n. 1916).[58]
- 2020 - Barcelona: María Araujo, dissenyadora de vestuari i caracteritzadora de personatges per teatre, cinema i televisió.[59]
- 2022 - Bogotá, Colòmbia: Taylor Hawkins, músic estatunidenc, bateria dels Foo Fighters (n. 1972).[60]

## Festes i commemoracions
- Onomàstica: Anunciació i Encarnació del Senyor; sants Dimes el Bon Lladre; Isaac, patriarca, fill d'Abraham; Humbert de Marolles, abat; Dula de Nicomèdia, màrtir; Madrona de Tessalònica, màrtir; Lucia Filippini, fundadora de l'Institut de Mestres Pies.
- Mare de Déu del Bonaire, del santuari de Bonaria, al cim del turó del mateix nom, sobre la ciutat de Càller, a Sardenya.

- Grècia: dia de la independència